# Kajora
Kajora è una suddivisione dell'India, classificata come census town, di 24.955 abitanti, situata nel distretto di Bardhaman, nello stato federato del Bengala Occidentale. In base al numero di abitanti la città rientra nella classe III (da 20.000 a 49.999 persone).

## Geografia fisica
La città è situata a 23° 36' 50 N e 87° 11' 11 E.

## Società

### Evoluzione demografica
Al censimento del 2001 la popolazione di Kajora assommava a 24.955 persone, delle quali 13.819 maschi e 11.136 femmine. I bambini di età inferiore o uguale ai sei anni assommavano a 3.056, dei quali 1.612 maschi e 1.444 femmine. Infine, coloro che erano in grado di saper almeno leggere e scrivere erano 13.384, dei quali 8.628 maschi e 4.756 femmine.